# Karaikal
Karaikal (Karikal nella vecchia grafia) è una suddivisione dell'India, classificata come municipality, di 74.333 abitanti, capoluogo del distretto di Karaikal, nello territorio federato di Pondicherry. In base al numero di abitanti la città rientra nella classe II (da 50.000 a 99.999 persone).

## Geografia fisica
La città è situata a 10° 55' 0 N e 79° 49' 60 E, al livello del mare.

## Società

### Evoluzione demografica
Al censimento del 2001 la popolazione di Karaikal assommava a 74.333 persone, delle quali 36.761 maschi e 37.572 femmine. I bambini di età inferiore o uguale ai sei anni assommavano a 9.161, dei quali 4.609 maschi e 4.552 femmine. Infine, coloro che erano in grado di saper almeno leggere e scrivere erano 54.588, dei quali 29.098 maschi e 25.490 femmine.